# Свято-Успенський собор (Золотоноша)
Золотоніський Свято-Успенський собор — діючий православний храм у місті Золотоноші (районний центр Черкаської області); нині є головним міським храмом.
Розташований у середмісті Золотоноші.

## Минувшина і сьогодення храму
Собор на честь Успіння Божої Матері почали будувати у першій декаді ХХ ст. Перед цим тут з середини XVIII ст. уже стояв дерев'яний храм. Його замінили в 1845 році на інший, який згорів на початку ХХ століття. Новий величний собор, зведений уже з каменю, став головним храмом міста й однією з найбільших храмових споруд усієї центральної України. Його підкреслено святковий вигляд відразу додав більшої урочистості всьому архітектурному обличчю Золотоноші. У 1910 році золотоніський Успенський собор було освячено і з того часу тут постійно звершувалися богослужіння.
На початку вересня 2024 року храм перейшов до Православної церкви України.

## Галерея

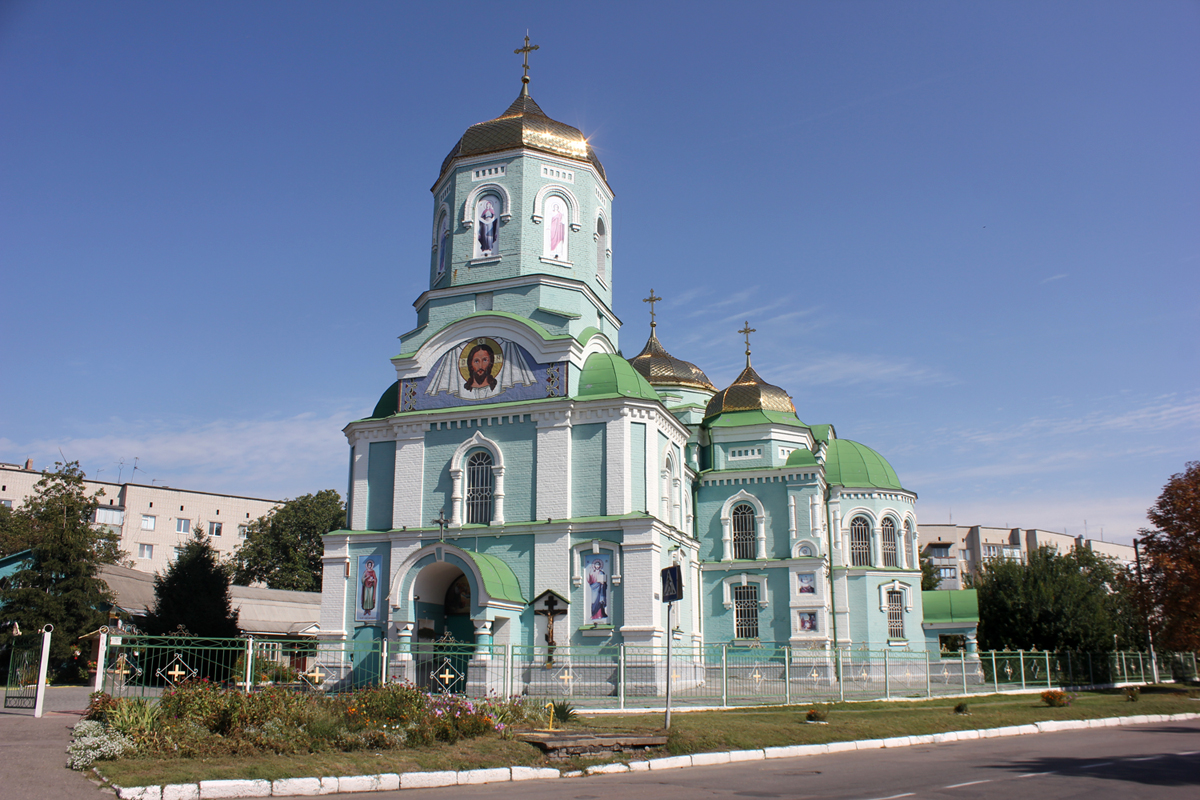
Загальний вигляд
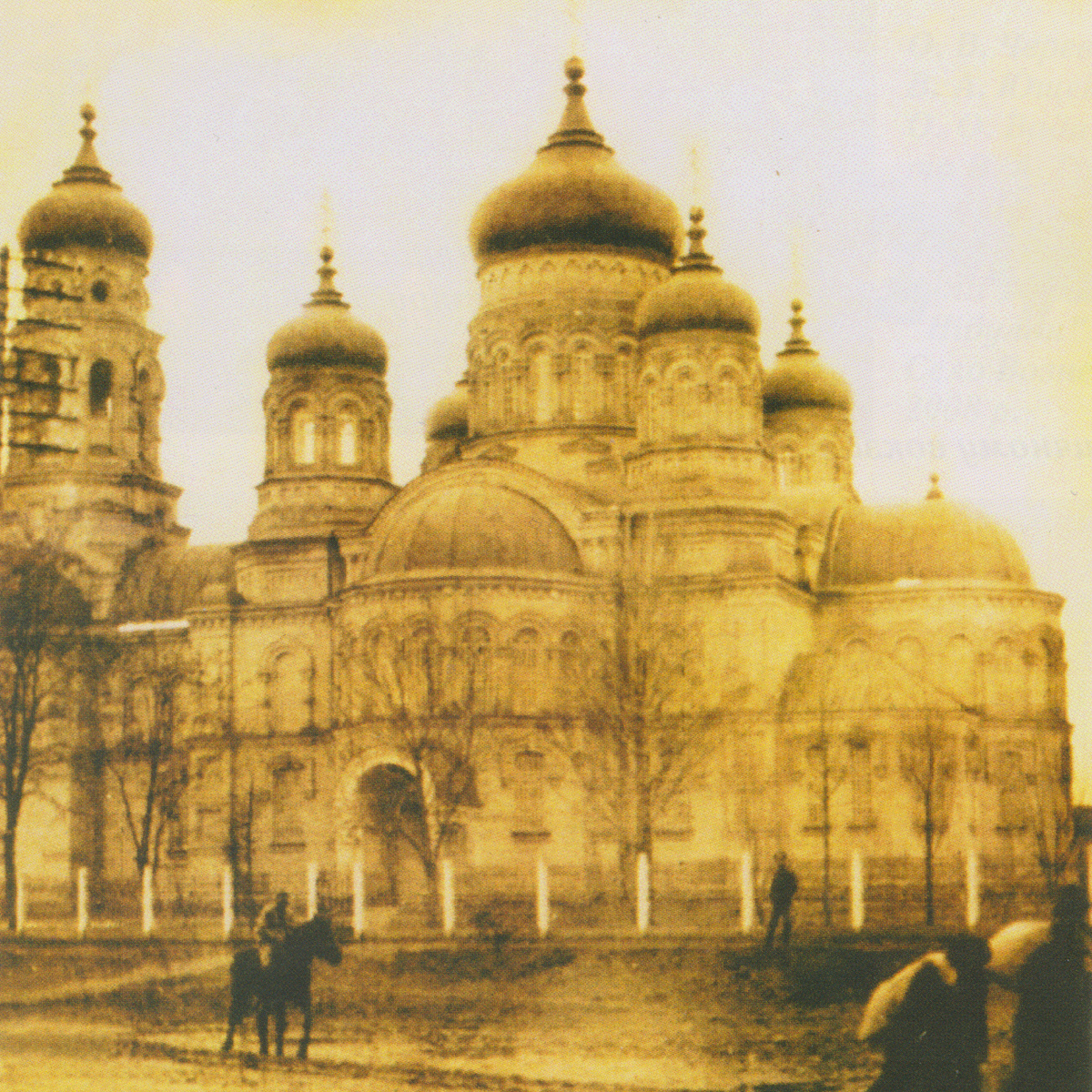
Вигляд на початку ХХ ст.
Інтер’єр